# Tentative de coup d'État de 1982 au Kenya
La tentative de coup d'État de 1982 au Kenya échoue le 1er août 1982. Son but est de renverser le gouvernement du président Daniel arap Moi.
Menée par Hezekiah Ochuka de l'armée de l'air kenyane, la tentative voit les rebelles s'emparer de plusieurs bases aériennes ainsi que du siège de la radio d'État, avant d'être repris par les forces gouvernementales, ce qui entraîne l'échec du coup d'État. Après avoir été extradé de Tanzanie vers le Kenya, Ochuka est jugé et reconnu coupable d'avoir orchestré la tentative de coup d'État, et est pendu en 1987. Jaramogi Oginga Odinga, ancien vice-président de Jomo Kenyatta (le prédécesseur de Moi), et son fils Raila Amolo Odinga sont également impliqués dans la tentative de coup d'État.

## Préparation
Hezekiah Ochuka devient obsédé par l'idée de devenir président du Kenya à un moment donné de sa vie, (il a même gravé les mots "Le prochain président du Kenya" sur son bureau), ce qui le conduit à accepter rapidement une proposition d'Obuon et d'Oteyo visant à renverser le gouvernement de Moi. Il recrute certains des soldats de sa base à Embakasi, y compris ceux qui sont plus gradés que lui.
Un débat houleux s'engage entre les conspirateurs pour savoir qui doit devenir le président du "Conseil de Rédemption du Peuple" (CRP) qui doit prendre le pouvoir après le coup d'État. De son côté, Obuon affirme avoir recruté le plus grand nombre de soldats pour le plan, ce qui justifie la présidence. Obuon ajoute également qu'il a présidé le mess des aviateurs. Ochuka menace en retour que tous les soldats qu'il a recrutés démissionneront s'il n'est pas choisi comme président du CRP. Obuon et Ochuka ont un débat houleux qui faillit dégénérer en bagarre pour la présidence, jusqu'à l'intervention d'Oteyo. Celui-ci conseille à Obuon de laisser la présidence à Ochuka, qu'ils pourront ensuite tuer une fois le coup d'État réussi. Ochuka soupçonne peut-être le complot d'Obuon et d'Oteyo. Il se rallie au soutien des soldats, et érige un mur de protection autour de lui. Ochuka rallie également le soutien d'un vieil ami politique d'Obuon, qui lui aurait même offert deux millions de shillings et une voiture d'occasion. Il réussit également à voler du matériel de communication militaire qu'il installe dans une maison privée de Nairobi, située à quelques kilomètres du centre-ville.
Fin juillet 1982, Ochuka tient une réunion secrète sur un terrain de football près du quartier d'Umoja, au cours de laquelle sont discutés les détails du coup d'État. Ochuka déclare aux participants qu'il bénéficie du soutien de l'Ouganda, de la Tanzanie et du Soudan, qui enverront leurs soldats aux frontières pour contrer toute opposition. Il va plus loin en affirmant qu'il a la bénédiction de l'Union soviétique, qui enverra un navire sur les côtes kenyanes pour les protéger de toute ingérence extérieure.
Les détails du coup d’État imminent sont connus des hauts responsables militaires. James Kanyotu (en), de la direction des services de renseignement de sécurité du Kenya (en), a infiltré l'armée et est également au courant du complot du coup d'État'. Après la cérémonie d'ouverture du Nyeri ASK Show, le vendredi 30 juillet, Kanyotu demande au président l'autorisation d'arrêter les officiers qui préparent le coup d'État. Cependant, le président Moi n'est pas disposé à impliquer la police dans les affaires militaires. Il préfère que l'affaire soit réglée en interne par l'armée le lundi 2 août. Cependant, le coup d'État a lieu le dimanche 1er août avant qu'aucune mesure ne puisse être prise.

## Coup d'État
Le dimanche 1er août 1982, à 3 heures du matin, un groupe de soldats de l'armée de l'air kenyane s'empare de la base aérienne d'Eastleigh, située à proximité de Nairobi. À 4 heures, la base aérienne voisine d'Embakasi tombe également au mains des mutins. À 6 heures, le soldat Hezekiah Ochuka (en) et le sergent Pancras Oteyo Okumu s'emparent de la station de radio Voice of Kenya, dans le centre de Nairobi, d'où ils diffusent en anglais et en swahili le renversement du gouvernement par l'armée. Travaillant sur ordre d'Ochuka, le caporal Bramwel Injeni Njereman dirigea un complot visant à bombarder le Palais d'état et le quartier général de l'unité des services généraux (en) depuis la base aérienne de Laikipia, à Nanyuki. Le caporal Njereman force trois pilotes (le major David Mutua, le capitaine John Mugwanja et le capitaine John Baraza) à piloter deux chasseurs F-5E Tiger et un Strikemaster qui doivent être utilisés pour la mission. Cependant, le major Mutua sait que le caporal Njereman n'a jamais piloté d'avion de chasse et qu'il sera probablement incapable de gérer les effets des g. Les pilotes, communiquant sur un canal secret, conviennent d'exécuter des manœuvres pour désorienter leur ravisseur. Le stratagème fonctionne, les pilotes larguent finalement les bombes dans la forêt du mont Kenya et retournent à Nanyuki.
Le coup d’État est planifié stratégiquement pour coïncider avec les exercices de guerre qui se déroulent à Lodwar, une ville isolée du Kenya, alors que la plupart des unités de l’armée et les hauts dirigeants zont absents de Nairobi. Cela signifie que les officiers les plus hauts gradés présents à ce moment-là sont le lieutenant-général John Sawe, le général de division Mahamoud Mohamed (en) (adjoint de Sawe), le brigadier Bernard Kiilu et le major Humphrey Njoroge. Lors d'une réunion des quatre, il est convenu que Mohamed va prendre en charge l'opération visant à réprimer le coup d'État. Il rassemble alors une équipe d'une trentaine d'officiers du Premier bataillon de fusiliers kenyans (en) et de la caserne de Kahawa. L'équipe prend d'assaut la station de radio et tue ou capture les soldats rebelles qui s'y trouvent. Avec l'aide de l'Unité des services généraux (GSU) et plus tard de la police régulière, Mohamed reprend le contrôle de Nairobi, provoquant la fuite des rebelles de l'armée de l'air.

## Échec du coup d'État
Oteyo déclare que le coup d'État a échoué parce que la plupart des soldats n'ont pas exécuté leur plan, préférant boire et piller au lieu d'aller arrêter le président et ses ministres. La mauvaise organisation des conspirateurs laisse les rebelles démunis face à une contre-attaque. Ils ne réussissent ni à capturer ni à tuer aucun des dirigeants politiques ciblés et ne prennent pas le contrôle du quartier général de l'armée. Les rebelles de l'armée de l'air manquent également de soutien au sein de l'armée, ce qui les laisse sans protections ni armes lourdes pour prendre et conserver les installations clés.

## Conséquences
Le coup d’État fait plus de 100 morts parmi les soldats et environ 200 civils, dont plusieurs non-Kényans'.
Hezekiah Ochuka, prétend avoir dirigé le Kenya pendant environ six heures, avant de fuir vers la Tanzanie. Après avoir été extradé vers le Kenya, il est jugé et reconnu coupable d'avoir orchestré la tentative de coup d'État, et est pendu en 1987. Les autres organisateurs sont arrêtés et jugés par un tribunal militaire à la caserne de Langata. Le caporal Bramwel Injeni Njereman, technicien en armement, est le deuxième à être reconnu coupable de trahison, le 24 novembre 1984. Il est reconnu coupable de cinq actes manifestes et condamné à mort par pendaison. Le caporal Walter Odira Ojode est inculpé du même délit, le 16 décembre 1982, et est reconnu coupable. Il est également condamné à mort. Tous deux font appel et sont déboutés. Leurs condamnations à mort, ainsi que celles du commanditaire du coup d'État Ochuka et de son homologue Pancras Oteyo Okumuwere, sont exécutées dans la nuit du 10 juillet 1985 à la prison de haute sécurité de Kamiti (en). À ce jour, ils sont les derniers à avoir été exécutés selon la loi kenyane (en). Au total, douze personnes sont condamnées à mort et plus de 900 sont emprisonnées. Les condamnés pendus sont enterrés à la prison de haute sécurité de Kamiti.
Lors des procès, le nom d'Oginga Odinga est mentionné à plusieurs reprises comme ayant financé les organisateurs. Il est assigné à résidence. Son fils Raila Odinga, ainsi que d'autres professeurs d'université, sont placés en détention après avoir été accusés de trahison.
Après la tentative de coup d'État, l'armée de l'air kenyane est entièrement dissoute. Cette tentative est également une cause directe des élections générales anticipées de 1983 (en). En réponse à l'implication présumée du campus dans le coup d'État manqué, le gouvernement kenyan accuse des sources communistes extérieures d'avoir financé secrètement la tentative.